# Antyimport
Antyimport – polityka handlu zagranicznego polegająca na ograniczaniu przywozu z zagranicy towarów, które na większą skalę mogą być wytwarzane w kraju, nazywana również polityką ograniczonej autarkii.
Do końca lat 80. XX wieku polityka antyimportowa stosowana była także w krajach o gospodarce centralnie sterowanej, w tym w Polsce.

## Strategia substytucji importu
Często prowadzi do spadku obrotów handlu światowego i jest powiązana z ograniczeniem działania zasady przewagi komparatywnej. Kraje słabiej rozwinięte (dalej: KSR) korzystały z ceł oraz ograniczeń ilościowych w celu przesunięcia krajowych zasobów z produkcji surowcowej (w której zwykle mają przewagę komparatywną) do produkcji przemysłowej (w której były w porównaniu do innych znacznie mniej wydajne).
Stosowanie takiej polityki może być nieekonomiczne i marnotrawcze. Kraje zużywają wtedy więcej zasobów krajowych do wyprodukowania pewnych wyrobów, niż wymagałby eksport.

## Przyczyny
KSR realizowały politykę antyimportu z powodu chęci ograniczenia ich w specjalizacji w produkcji określonych surowców. Powody były proste: w latach trzydziestych XX wieku nastąpiło załamanie handlu światowego i w wielu KSR nastąpił nawet ponad 50% spadek dochodów z eksportu. Niektóre z tych krajów postanowiły uniezależnić się od gospodarki światowej. Na dodatek KSR kojarzyły rozwinięty sektor przemysłowy z dobrobytem bogatych krajów.

## Niebezpieczeństwa
Może okazać się ‘ślepym zaułkiem’, gdy kraj będzie się starał rywalizować i rozwijać tam, gdzie jego pozycja komparatywna jest niekorzystna. Także w krótkim okresie polityka antyimportowa jest kosztowna, ponieważ do produkcji wyrobów wykorzystuje się więcej zasobów wytworzonych po relatywnie większych kosztach, niż można je sprowadzić z zagranicy.

## Zalety
Przewaga komparatywna okazuje się kategorią dynamiczną i rozwijając przemysł i opanowując nowe technologie KSR mogą w końcu uzyskać przewagę komparatywną. Poza tym, ochrona celna może pomóc rozwinąć się nowym gałęziom, mimo że dopłacanie do produkcji pozwoliłoby osiągnąć ten sam efekt przy niższym koszcie społecznym.